# Allium longispathum
Allium longispathum — вид квіткових рослин з підродини цибулевих (Allioideae). Ендемік Середземномор'я (Алжир, Азорські острови, Болгарія, Канарські острови, Кіпр, Франція (зокрема, Корсика), Греція (зокрема, Східні Егейські острови, Крит), Італія (зокрема, Сардинія, Сицилія), Ліван-Сирія, Мадейра, Марокко, Палестина, Португалія, Іспанія (зокрема, Балеарські острови), Туніс, Туреччина, колишня Югославія); інтродукований до Каліфорнії та Південної Австралії.